# Oscar López Rivera
 (février 2021).
La mise en forme du texte ne suit pas les recommandations de Wikipédia : il faut le « wikifier ».
Les points d'amélioration suivants sont les cas les plus fréquents. Le détail des points à revoir est peut-être précisé sur la page de discussion.
- Les titres sont pré-formatés par le logiciel. Ils ne sont ni en capitales, ni en gras.
- Le texte ne doit pas être écrit en capitales (les noms de famille non plus), ni en gras, ni en italique, ni en « petit »…
- Le gras n'est utilisé que pour surligner le titre de l'article dans l'introduction, une seule fois.
- L'italique est rarement utilisé : mots en langue étrangère, titres d'œuvres, noms de bateaux, etc.
- Les citations ne sont pas en italique mais en corps de texte normal. Elles sont entourées par des guillemets français : « et ».
- Les listes à puces sont à éviter, des paragraphes rédigés étant largement préférés. Les tableaux sont à réserver à la présentation de données structurées (résultats, etc.).
- Les appels de note de bas de page (petits chiffres en exposant, introduits par l'outil «  Source ») sont à placer entre la fin de phrase et le point final[comme ça].
- Les liens internes (vers d'autres articles de Wikipédia) sont à choisir avec parcimonie. Créez des liens vers des articles approfondissant le sujet. Les termes génériques sans rapport avec le sujet sont à éviter, ainsi que les répétitions de liens vers un même terme.
- Les liens externes sont à placer uniquement dans une section « Liens externes », à la fin de l'article. Ces liens sont à choisir avec parcimonie suivant les règles définies. Si un lien sert de source à l'article, son insertion dans le texte est à faire par les notes de bas de page.
- La présentation des références doit suivre les conventions bibliographiques. Il est recommandé d'utiliser les modèles {{Ouvrage}}, {{Chapitre}}, {{Article}}, {{Lien web}} et/ou {{Bibliographie}}. Le mode d'édition visuel peut mettre en forme automatiquement les références.
- Insérer une infobox (cadre d'informations à droite) n'est pas obligatoire pour parachever la mise en page.

Pour une aide détaillée, merci de consulter Aide:Wikification.
Si vous pensez que ces points ont été résolus, vous pouvez retirer ce bandeau et améliorer la mise en forme d'un autre article.
 (février 2021).
Si vous disposez d'ouvrages ou d'articles de référence ou si vous connaissez des sites web de qualité traitant du thème abordé ici, merci de compléter l'article en donnant les références utiles à sa vérifiabilité et en les liant à la section « Notes et références ».
Oscar López Rivera (né le 6 janvier 1943) est un activiste et militant américain d'origine portoricaine qui était membre et chef présumé des Fuerzas Armadas de Liberación Nacional Puertorriqueña (FALN), une organisation paramilitaire clandestine consacrée à l'indépendance portoricaine qui a porté plus de 130 attentats à la bombe aux États-Unis entre 1974 et 1983. Oscar López Rivera a été jugé par le gouvernement des États-Unis pour complot séditieux, recours à la force pour commettre un vol, transport interétatique d'armes à feu et complot en vue de transporter des explosifs dans l'intention de détruire des biens gouvernementaux.

## Biographie
Oscar López Rivera s'est déclaré prisonnier de guerre et a refusé de participer à la plupart de son procès. Il a soutenu que, conformément au droit international, il était un combattant anticolonial et ne pouvait pas être poursuivi par le gouvernement des États-Unis. Le 11 août 1981, Oscar López Rivera a été reconnu coupable et condamné à 55 ans de prison fédérale. Le 26 février 1988, il a été condamné à 15 ans de prison supplémentaires pour avoir conspiré pour s'évader de la prison de Leavenworth.
Oscar López Rivera n'était pas directement lié à des bombardements spécifiques. Beaucoup le considéraient comme le plus ancien prisonnier politique du monde, avec un certain nombre de groupes politiques et religieux appelant à sa libération. Le président américain Bill Clinton lui a offert, ainsi qu'à 13 autres membres condamnés de la FALN, une clémence conditionnelle en 1999, Oscar López Rivera a rejeté l'offre au motif que tous les membres incarcérés de la FALN n'ont pas reçu de grâce. En janvier 2017, le président Barack Obama a commué la peine de Oscar López Rivera, il a été libéré en mai 2017 après avoir purgé 36 ans de prison, plus longtemps que tout autre membre des FALN.